# Tokyo Verdy 2011
Questa voce raccoglie le informazioni riguardanti il Tokyo Verdy nelle competizioni ufficiali della stagione 2011.

## Stagione
Nel precampionato, a causa di alcuni problemi finanziari, il Tokyo Verdy fu costretto a cedere alcuni dei giocatori che nella stagione precedente erano risultati determinanti per il raggiungimento del quinto posto finale: ciononostante la squadra, nel corso del campionato, riuscì a confermare la stessa posizione della stagione precedente, sia pure con un corposo distacco sulla zona promozione. Al termine della stagione la squadra fu eliminata al terzo turno della coppa nazionale, per mano degli Urawa Red Diamonds.

## Maglie e sponsor
Viene sottoscritto un contratto con il fornitore tecnico Ennerre che modifica radicalmente il motivo della maglia, divenuta di colore bianco con strisce verdi orizzontali. Anche le seconde divise subiscono un evidente cambiamento, assumendo una colorazione nera e grigia.
| Manica sinistra · Manica sinistra · Maglietta · Maglietta · Manica destra · Manica destra · Pantaloncini · Calzettoni | Manica sinistra · Manica sinistra · Maglietta · Maglietta · Manica destra · Manica destra · Pantaloncini · Calzettoni |  |

## Rosa
| N. |                          | Ruolo | Calciatore        |
| -- | ------------------------ | ----- | ----------------- |
| 1  | Giappone (bandiera)      | P     | Yōichi Doi        |
| 2  | Giappone (bandiera)      | D     | Kensuke Fukuda    |
| 3  | Giappone (bandiera)      | D     | Masaki Yoshida    |
| 4  | Brasile (bandiera)       | C     | Apodi             |
| 5  | Giappone (bandiera)      | C     | Naoya Saeki       |
| 6  | Giappone (bandiera)      | C     | Tomo Sugawara     |
| 7  | Giappone (bandiera)      | A     | Hiroki Kawano     |
| 9  | Giappone (bandiera)      | A     | Ryūichi Hirashige |
| 10 | Giappone (bandiera)      | C     | Takuro Kikuoka    |
| 11 | Brasile (bandiera)       | A     | Maranhão          |
| 13 | Giappone (bandiera)      | A     | Taira Inoue       |
| 14 | Giappone (bandiera)      | D     | Seitarō Tomisawa  |
| 15 | Corea del Sud (bandiera) | C     | Kim Tae-Yeon      |
| 16 | Giappone (bandiera)      | A     | Kazunori Iio      |
| 17 | Giappone (bandiera)      | D     | Yukio Tsuchiya    |
| 18 | Giappone (bandiera)      | D     | Yusuke Mori       |
| 19 | Giappone (bandiera)      | C     | Takuma Abe        |

| N. |                     | Ruolo | Calciatore         |
| -- | ------------------- | ----- | ------------------ |
| 20 | Giappone (bandiera) | D     | Kouta Fukatsu      |
| 21 | Giappone (bandiera) | C     | Yuki Kobayashi     |
| 22 | Giappone (bandiera) | D     | Takuya Wada        |
| 23 | Giappone (bandiera) | D     | Shōhei Takahashi   |
| 24 | Giappone (bandiera) | D     | Kolin Killoran     |
| 25 | Giappone (bandiera) | A     | Kazuki Hiramoto    |
| 26 | Giappone (bandiera) | P     | Takahiro Shibasaki |
| 27 | Giappone (bandiera) | A     | Masahiko Ichikawa  |
| 28 | Giappone (bandiera) | C     | Koji Takano        |
| 29 | Giappone (bandiera) | C     | Kouhei Kiyama      |
| 30 | Giappone (bandiera) | A     | Koki Takenaka      |
| 31 | Giappone (bandiera) | P     | Niall Killoran     |
| 32 | Giappone (bandiera) | A     | Syuto Minami       |
| 33 | Giappone (bandiera) | A     | Ryuji Sugimoto     |
| 34 | Giappone (bandiera) | P     | Shōta Arai         |
| 35 | Giappone (bandiera) | A     | Daisuke Takagi     |
| 32 | Giappone (bandiera) | A     | Hiroki Sugajima    |

## Statistiche

### Statistiche di squadra
| Competizione          | Punti | Totale | Totale | Totale | Totale | Totale | Totale | DR  |
| Competizione          | Punti | G      | V      | N      | P      | Gf     | Gs     | DR  |
| --------------------- | ----- | ------ | ------ | ------ | ------ | ------ | ------ | --- |
| J. League Division 2  | 59    | 38     | 16     | 11     | 11     | 69     | 45     | +24 |
| Coppa dell'Imperatore | -     | 2      | 1      | 0      | 1      | 8      | 3      | +5  |
| Totale                |       | 40     | 17     | 11     | 12     | 77     | 48     | +29 |